# Liste der Biografien/Grai
Liste der Biografien |
Portal Biografien |
Personensuche
# |
A |
B |
C |
D |
E |
F |
G |
H |
I |
J |
K |
L |
M |
N |
O |
P |
Q |
R |
S |
T |
U |
V |
W |
X |
Y |
Z |
?
 
Ga |
Gb |
Gc |
Gd |
Ge |
Gf |
Gh |
Gi |
Gj |
Gk |
Gl |
Gm |
Gn |
Go |
Gp |
Gq |
Gr |
Gs |
Gu |
Gv |
Gw |
Gy |
Gz
 
Gra |
Grb–Grd |
Gre |
Grg |
Gri |
Grj |
Grk |
Grl |
Grm |
Gro |
Grs |
Gru |
Gry |
Grz
 
Graa |
Grab |
Grac |
Grad |
Grae |
Graf |
Grag |
Grah |
Grai |
Graj |
Grak |
Gral |
Gram |
Gran |
Grao |
Grap |
Grar |
Gras |
Grat |
Grau |
Grav |
Graw |
Gray |
Graz
Die Liste der Biografien führt alle Personen auf, die in der deutschsprachigen Wikipedia einen Artikel haben. Dieses ist eine Teilliste mit 34 Einträgen von Personen, deren Namen mit den Buchstaben „Grai“ beginnt.

## Grai

### Graic
- Graichen, Gina (* 1955), deutsche Polizeikommissarin
- Graichen, Gisela (* 1944), deutsche Regisseurin, Autorin und Fernsehjournalistin
- Graichen, Hans-Georg (1919–2008), deutscher Konsul
- Graichen, Henry (* 1976), deutscher Politiker (CDU), Landrat
- Graichen, Patrick (* 1972), deutscher Wirtschafts- und Energiepolitiker und -managerPatrick Graichen (* 1972)

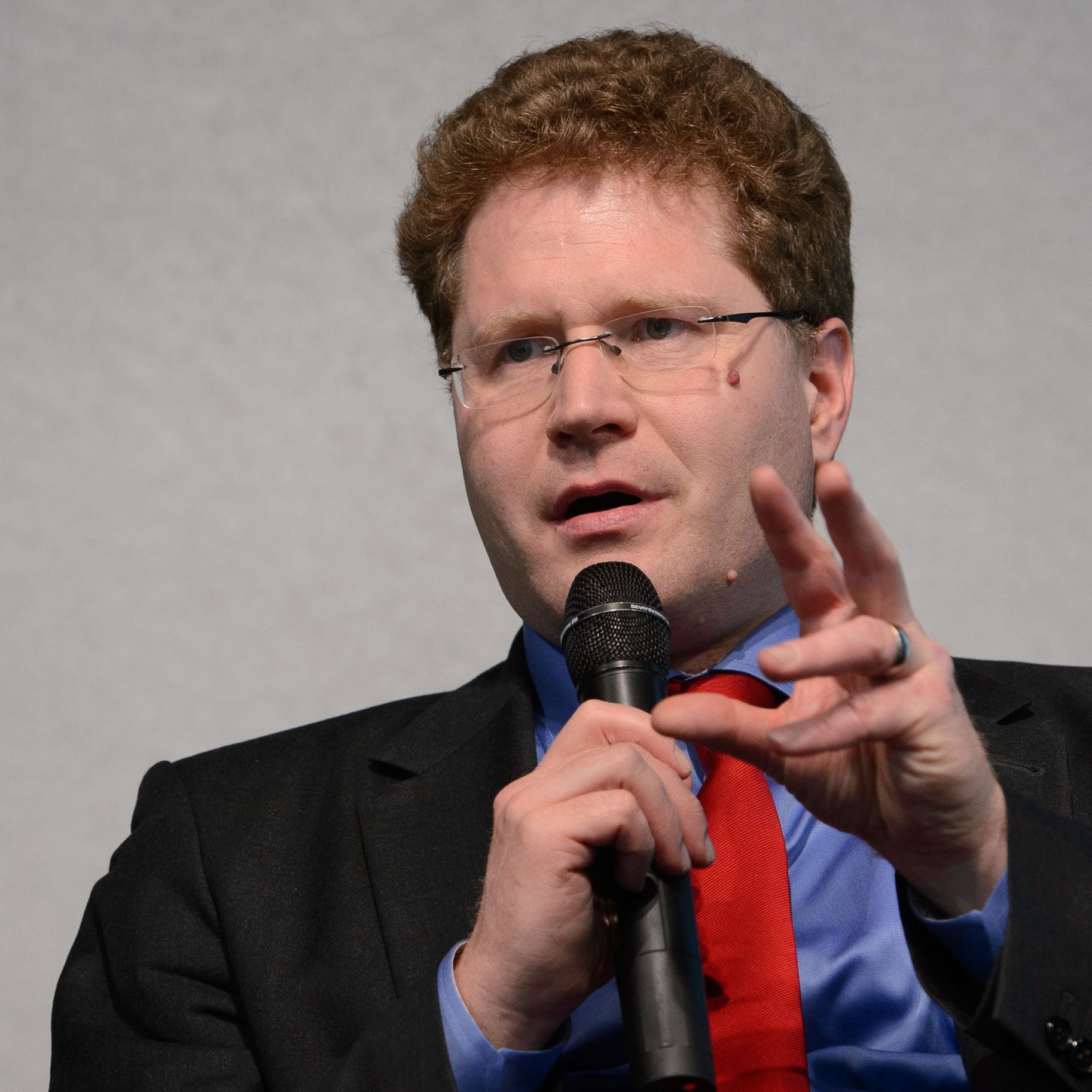
Patrick Graichen (* 1972)

- Graichen, Ulf (* 1965), deutscher Basketballspieler
- Graičiūnas, Vytautas Andrius (1898–1952), litauischer Management-Theoretiker

### Graig
- Graig-McLaren, Vivienne, namibische Bürgermeisterin

### Grail
- Grailer, Iring (1888–1979), österreichischer Politiker (GdP, VF), Abgeordneter zum Nationalrat
- Grailich, Wilhelm Josef (1829–1859), österreichischer Mineraloge
- Graillier, Michel (1946–2003), französischer Jazzpianist

### Graim
- Graimberg, Charles de (1774–1864), französischer Kupferstecher, Landschaftsmaler und Denkmalpfleger
- Graimberg-Bellau, Maria Gräfin (1879–1965), deutsche Sozialarbeiterin

### Grain
- Grain, Gina (* 1974), kanadische Radrennfahrerin
- Grain, Johann Jeremias du († 1756), deutscher Sänger, Organist und Komponist in Westpreußen
- Grain, Michel (* 1942), französischer Radrennfahrer
- Graindorge, André (1616–1676), französischer Arzt und Philosoph
- Graindorge, Jacques (1602–1680), französischer Geistlicher
- Graindorge, Jacques (1614–1659), französischer Altertumsforscher
- Graindorge, Jean François (1770–1810), französischer General
- Grainer, Christian (* 1964), deutscher Koch
- Grainer, Franz (1871–1948), deutscher Fotograf
- Grainer, Ron (1922–1981), australischer Komponist
- Grainger, Andrew (* 1965), britischer Schauspieler und Synchronsprecher
- Grainger, Chanté (* 1999), südafrikanische Schauspielerin
- Grainger, Gemma (* 1982), englische Fußballtrainerin
- Grainger, Holliday (* 1988), britische SchauspielerinHolliday Grainger (* 1988)

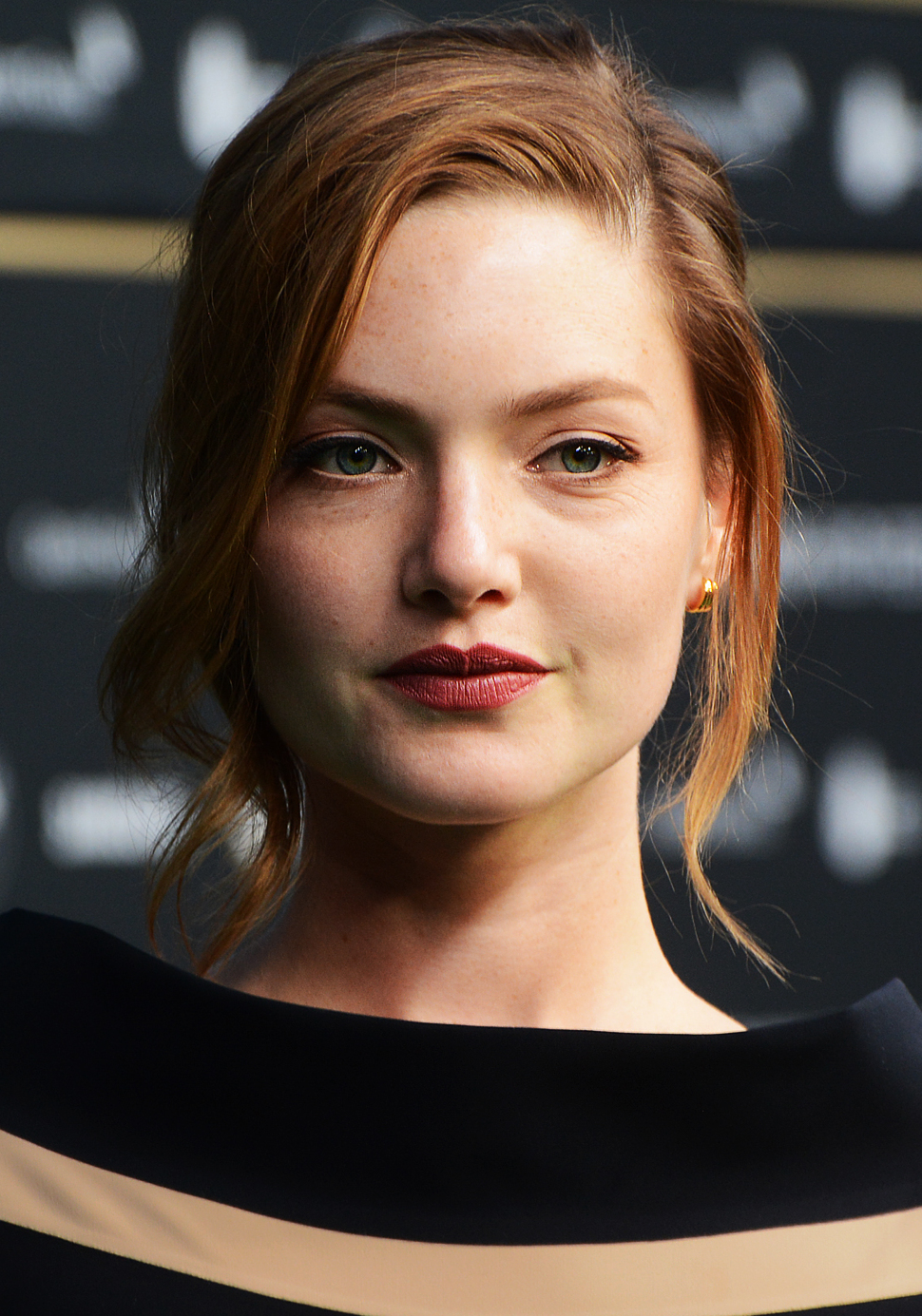
Holliday Grainger (* 1988)

- Grainger, Katherine (* 1975), britische Ruderin
- Grainger, Natalie (* 1977), US-amerikanische Squashspielerin
- Grainger, Percy (1882–1961), australischer Pianist, Komponist und Hochschullehrer
- Grainger, Susanne (* 1990), kanadische Ruderin
- Grainville, Patrick (* 1947), französischer Schriftsteller

### Grais
- Graise, Eric (* 1990), US-amerikanischer Schauspieler und Tänzer

### Grait
- Graitl, Andreas (* 1984), deutscher Rennrodler